# Герб Гаспри
Герб Гаспри затверджений 14 грудня 2007 року рішенням Гаспринської селищної ради.

## Опис малого герба
Щит розтятий. У правому зеленому полі над срібною зубчатою мурованою балкою три стилізовані срібні геральдичні троянди (одна і дві). У лівому лазуровому полі зліва виникає золота скеля, на якій срібний замок Ластівчине гніздо.
У проекті герба селища відображений найвідоміший символ Південного узбережжя Криму, побудований у 1912 році за проектом О. В. Шервуда.
На мисі Ай-Тодор, що складається з трьох відрогів, збереглися залишки таврського поселення з фортечною стіною, на місці якого в І ст. н. е. римляни спорудили фортецю Харакс. Це відображено зубчастою балкою. Троянда символізує парки, про один з яких було створено знаменитий романс ХХ століття. «В парку Чаїр розквітають троянди». Зелений колір символізує достаток, надію і природу, лазуровий — красу, небо і море.

## Опис великого герба
Щит обрамований декоративним картушем і увінчаний срібною міською короною, над якою виникає сонце. Щитотримачі: два золотих орли, що стоять на зеленій девізній стрічці із золотим написом Гаспра, під якою золотий рослинний орнамент.